# Glossadelphus similans
Glossadelphus similans är en bladmossart som beskrevs av Fleischer 1923. Glossadelphus similans ingår i släktet Glossadelphus och familjen Hypnaceae. Inga underarter finns listade i Catalogue of Life.